# Courrier de Lyon
Ne doit pas être confondu avec Affaire du courrier de Lyon.
Le Courrier de Lyon est un des nombreux quotidiens basés à Lyon au XIXe siècle. C'est l'un des plus anciens : il est né en réaction à l'agitation ouvrière de 1831.
Ce quotidien a été fondé au mois de décembre 1831, par une réunion de citoyens composée de MM. Chardiny, Clément Reyre, Pons, Élisée Devillas, Chanel, pour neutraliser l'influence hostile du journal Le Précurseur et « offrir aux fonctionnaires et aux citoyens calomniés par les feuilles hostiles au gouvernement, les moyens de se défendre ». Comme d'autres publications lyonnaises, il avait le soutien de Monseigneur de Romald, l’évêque de Lyon.
Favorable au principe dynastique de la Monarchie de Juillet, il comptait 150 actionnaires, choisis dans le commerce, les sciences et l'industrie. Les fondateurs veillèrent à ce qu'aucun n'eût un emploi salarié par l'État, pour conserver au nouveau journal l'indépendance la plus absolue. À sa création, il n'a que 800 abonnés et son rédacteur adjoint est Alexandre Jouve.
Adolphe Ponet a été l'un des collaborateurs du Courrier de Lyon entre 1863 et 1870.